# Crassula peculiaris
Crassula peculiaris là một loài thực vật có hoa trong họ Crassulaceae. Loài này được (Toelken) Toelken & Wickens miêu tả khoa học đầu tiên năm 1985.